# تيريزا كوهن
تيريزا كوهن (بالإنجليزية: Teresa Cohen)‏ هي رياضياتية أمريكية، ولدت في 14 فبراير 1892 في بالتيمور في الولايات المتحدة، وتوفيت في 10 أغسطس 1992 بسبب ذات الرئة.